# Strujni udar
Strujni udar je stanje koje nastaje prilikom prolaska struje kroz živo biće (životinja ili čovjek) iz bilo kojeg izvora napona (koji generira struju) dovoljne jakosti, kako bi se struja protjerala kroz mišiće ili kožu. Najmanja struja koju čovjek može osjetiti se procijenjuje na oko 1 miliamper (mA).
Struja može izazvati oštećenje tkiva ili defibrilaciju, ako je dovoljne jakosti. Ako su nastale ozljede u živom biću velike jakosti, može nastupiti prirodno stanje koma. Smrt koja nastupa od električnog šoka se naziva elektrokucija. Općenito, struje koje se približavaju 100 mA su smrtonosne, ako prolaze kroz osjetljive dijelove tijela. 
Prevelika vanjska struja unutar živoga bića remeti rad živčanog sustava, te izaziva grčenje mišića.
Za zaštitu od neželjenog strujnog udara koriste se odgovarajuće mjere opreza i zaštite od strujnog udara.

## Postupak pri strujnom udaru
- Najprije treba prekinuti dodir žrtve s izvorom struje (žrtvu nemojte dirati s metalnim predmetima ili bilo kojim predmetima koji provode struju). Valja upamtiti pravilo: svaka sekunda dodira manje povećava mogućnost preživljavanja.

- Žrtvu polegnite na leđa s licem prema gore i ustanovite stanje svijesti. Ako je žrtva strujnoga udara bez svijesti, a diše i srce radi, valja spriječiti gušenje vlastitim jezikom pa je postavite u bočni položaj.

- Ako žrtva ne diše odmah započnite s umjetnim disanjem, a ako ne radi ni srce, uz umjetno disanje počnite i s masažom srca.

- Pri pregledu žrtve strujnoga udara vodite računa o mogućim ozljedama. Osim opeklina mogu nastati otvorene i zatvorene ozljede na gotovo svim dijelovima tijela (pad s ljestava, stolice itd.). Vodite računa o mogućoj ozljedi glave i kralježnice.